# Diosward González
Diosward Enrique González (Nacido en Charallave, Estado Miranda, Venezuela, el 7 de julio de 1995) es un lanzador de la Liga Venezolana de Béisbol Profesional (LVBP), para los Leones del Caracas.